# Vacheron Constantin
Vacheron Constantin – (wymowa va.ʃə.rɔ̃ kɔ̃s.tɑ̃.tɛ̃]) manufaktura zajmująca się produkcją ekskluzywnych zegarków. Założył ją w Genewie Jean-Marc Vacheron.

## Historia
Zachodnia Szwajcaria z połowy XVIII wieku była terenem, na którym zegarmistrzowskie rzemiosło zaczęło się prężnie rozwijać i wielu cabinotierów, jak wówczas nazywano zegarmistrzów, zakładało własne zakłady. W 1755 roku w Genewie swój warsztat otworzył również Jean-Marc Vacheron. Szybko zyskał on uznanie swoich klientów, a sława jego marki sięgnęła poza granice Szwajcarii. Dopiero jednak jego wnuk – Jaques-Barthélemy Vacheron po objęciu firmy w 1810 roku rozpoczął sprzedaż także we Francji i Włoszech. W niecałe dziesięć lat później sprzedażą w firmie zaczął zajmować się podróżnik i subiekt François Constantin, co okazało się przełomowe dla firmy, która zaczęła zdobywać kolejne rynki, on stał się też autorem motta firmy: Rób wszystko lepiej, jeśli to możliwe. A możliwe jest zawsze. Zasługi Constantina i jego wkład spowodowały, że Vacheron zaproponował mu spółkę, która zmieniła nazwę na Vacheron et Constantin.

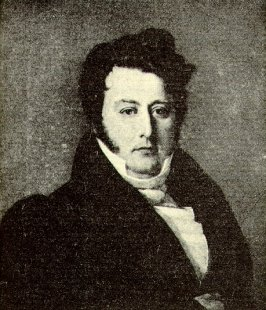
F. Constantin

Do rozwoju firmy przyczynił się także w roku 1839 jej dyrektor techniczny Georges-Auguste Leschot, który zaczął do produkcji stosować pantograf. Zrezygnowano również z kluczyka do nakręcania zegarków zastępując go od 1855 roku koronką, która w powszechnym użyciu pozostaje do dziś. W celu zabezpieczenia sprężyny przed zerwaniem opracowano i opatentowano mechanizm maltański, co miało miejsce w roku 1880. Nazwa pochodzi od kształtu mechanizmu, który przypomina krzyż maltański. Wydarzenie to upamiętnia logo firmy, którym od tamtej pory jest właśnie krzyż zakonu maltańskiego. 
Manufaktura otrzymała także prawo oznaczania swoich wyrobów pieczęcią genewską, stosowaną w celu ochrony ekskluzywnych towarów produkowanych w mieście przed podróbkami ze strony fałszerzy. Jednak użycie herbu miasta było również obwarowane ścisłymi regułami dotyczącymi jakości takich produktów, z których spełnieniem jednak Vacheron Constantin nie miał problemów. Standardy stosowane przez markę zawsze były wysokie, co doceniało wiele znanych osób, w tym przywódców wielu państw, wśród których znajdują się także koronowane głowy. Właścicielem najbardziej skomplikowanego mechanizmu, jaki do tej pory stworzyła firma był egipski król Faruk I. Wśród znanych posiadaczy tych zegarków należy też wymienić takie osoby jak: Napoleon Bonaparte, Pius XI, księżna Diana, królowa Wiktoria, czy car Mikołaj II Romanow.
Najdroższym zegarkiem świata jest model Kallista, który został sprzedany za pięć i pół miliona dolarów amerykańskich, zaś obecna jego wartość jest szacowana na jedenaście milionów dolarów. Zegarek ten powstawał przez ok. 6 tys. godzin, a masa diamentów, które dla tego modelu wyszukiwano przez cztery lata, wynosi 130 karatów. Dziełem zegarmistrzów z Vacheron Constantin jest także mechanizm zegarka męskiego o grubości 1,64 mm, najcieńszy mechanizm automatyczny ma grubość 2,45 mm. Firma jako jedna z nielicznych jest sama producentem mechanizmów. Powstające tu zegarki są produkowane na indywidualne zamówienia. Linia Kalla osiąga ceny rzędu 2-3 mln EUR, te zegarki sprzedaje osobiście prezes i tylko on wie kim są ich nabywcy. Linia ta obok Les Masques jest częścią kolekcji Metiers d'Art. Firma stosuje także zabezpieczenia przed podróbkami takie jak napisy na wskazówkach (kolekcja Quai de l'Ile). Roczna produkcja, która w 2002 wynosiła 15000 sztuk, nadal wzrasta.
Manufaktura obok Patek Philippe, Jaeger-LeCoultre, Audemars Piguet, Breguet, A. Lange & Söhne, IWC International Watch Company, Breitling, Rolex, Piaget czy Zenith, należy do najbardziej prestiżowych na świecie.

## Kolekcje
- Patrimony
- Historiqes
- Overseas
- Malte
- Quai de l'Ile
- Metiers d'Art
- Les Cabinotiers
- Lady Timepieces